# Nokia 2652

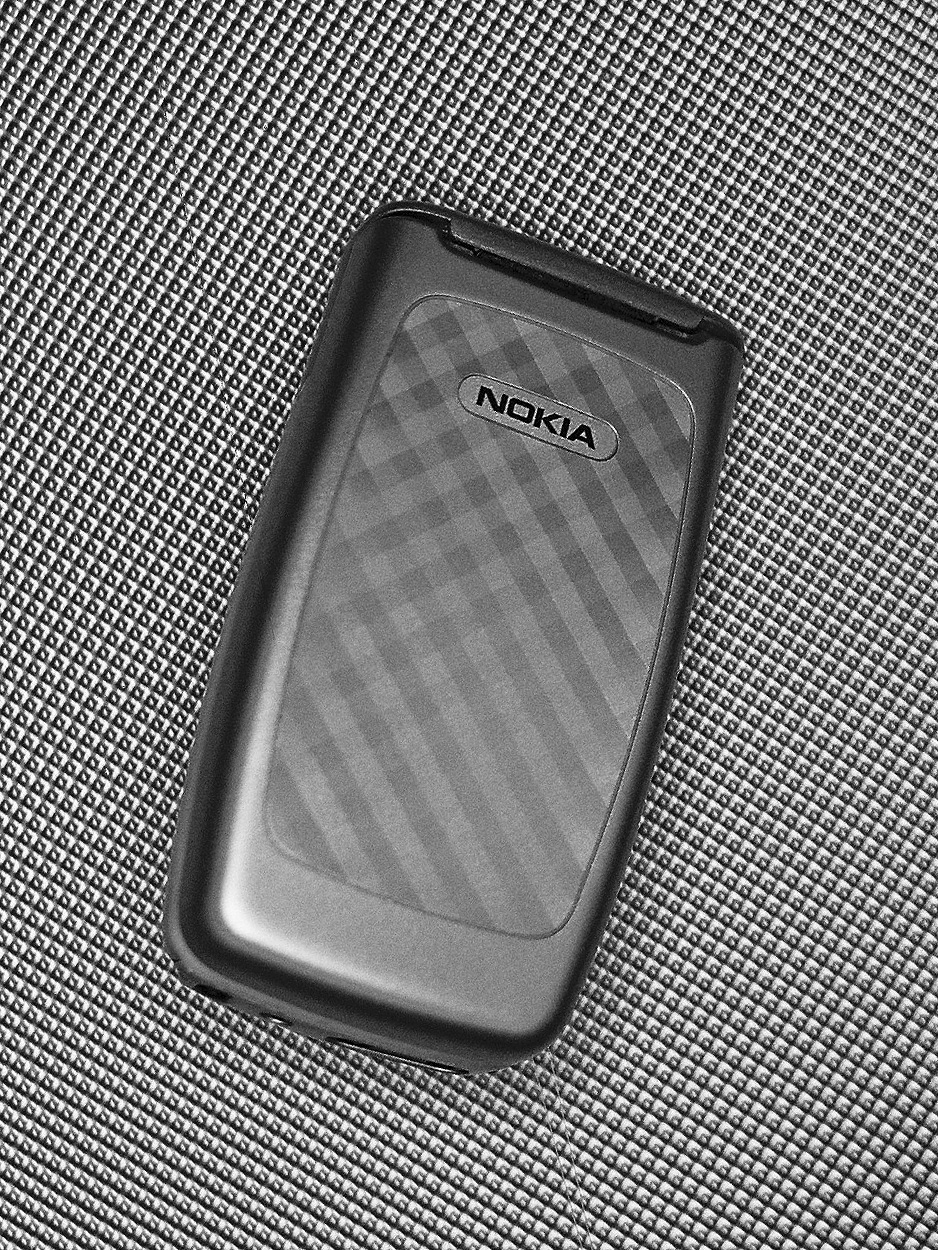

Nokia 2652 — сотовый телефон фирмы Nokia. Относится к линейке телефонов «мода и стиль».
- уникальный дизайн
- хромированная отделка корпуса
- MMS, световая индикация входящих вызовов и текстовых сообщений
- XHTML-браузер, java MIDP 1.0 с поддержкой последних интерфейсов API
- загрузка через эфир мелодий MIDI, обоев, java-приложений и настроек
- GPRS: class 4 (3+1), CSD, HSCSD

Три цвета корпуса коричневый, золотистый, серебряный. Внешняя поверхность аппарата сделана ребристой, усеяна небольшими ромбиками. На январь 2006 года стоимость 120-125 долларов, что составляет ту же стоимость Nokia 2650. Одна модель сменила другую, разницы между ними нет.